# Jünkerather Gewerkschaft
Die Jünkerather Gewerkschaft (auch Jünkerather Hütte) war ein traditionsreiches Hüttenwerk und Gießerei-Unternehmen in Jünkerath in der Eifel.

## Geschichte

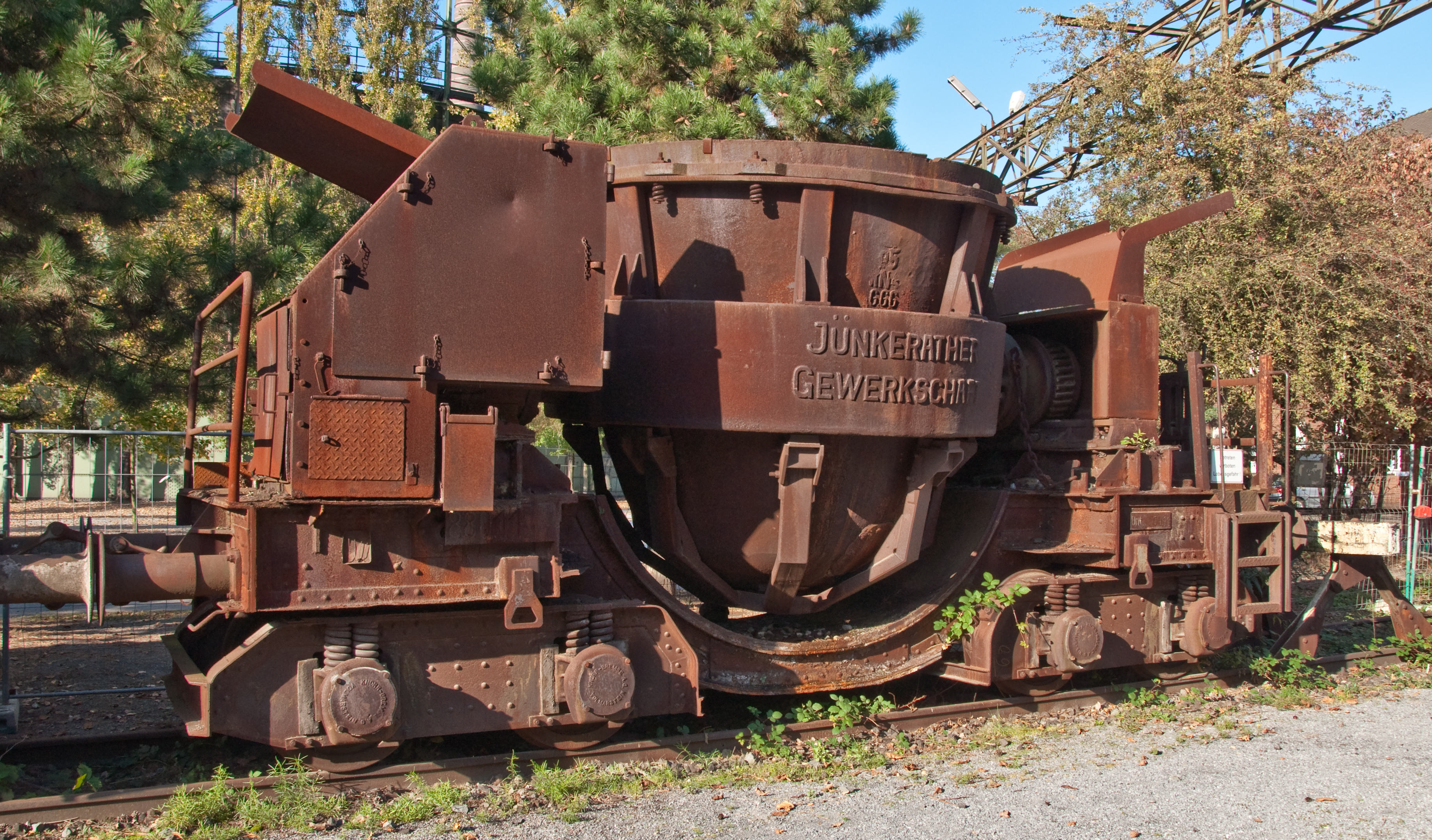
Schlackenwagen aus Jünkerath

1687 gründete Graf Salentin Ernst von Manderscheid-Blankenheim die Eisenhütte und gab sie dem Hüttenmeister Johan de L’Eau aus Ahrhütte in Pacht. De L’Eau richtete den ersten Hochofen ein. Mit Hilfe von Holzkohle aus der Eifel und Eisenerzen aus der Umgebung wurde Roheisen gewonnen, das dann verkauft wurde.
Nach der Besetzung des Linken Rheinufers durch französische Revolutionstruppen (1794) verloren die Grafen von Manderscheid im Rahmen der Verstaatlichung der herrschaftlichen Güter ihren Anspruch auf die Jünkerather Hütte. In den folgenden Jahrzehnten waren es vor allem die Eifeler Familien Peuchen und Poensgen, die als Reitmeister und Inhaber die Entwicklung der Hütte und allgemein der Eisenindustrie voranbrachten. Ferdinand Poensgen (1829–1919), Bruder des Geheimen Kommerzienrates und Stahlindustriellen Carl Poensgen, überführte das Werk 1868 in eine Bergrechtliche Gewerkschaft (Kapitalgesellschaft) und schuf den Namen „Jünkerather Gewerkschaft“.
Als die Roheisenerzeugung sich nicht mehr rentierte, wurde 1898 der letzte Hochofen stillgelegt. Die Produktion war schon vorher auf den Maschinenbau und den Eisenguss umgestellt und besonders auf den Großformatguss spezialisiert worden. Bekannt sind die in vielen Hüttenwerken eingesetzten Roheisen- und Schlackentransportwagen aus der Eifel.
Konsequenterweise wurde 1936 der Firmenname erweitert in Jünkerather Gewerkschaft Maschinenfabrik und Eisengießerei. Zwei Jahre später wurde das Werk von der Demag übernommen, behielt aber seinen Namen weiter, bis es 1960 ganz in den Demag-Konzern eingegliedert wurde. Es folgten weitere Übernahmen und Namensänderungen, seit Oktober 2006 ist die Gießerei unter dem Namen Ergocast Guss eine eigenständige GmbH mit Sitz in Jünkerath.